# Панцирные сомы

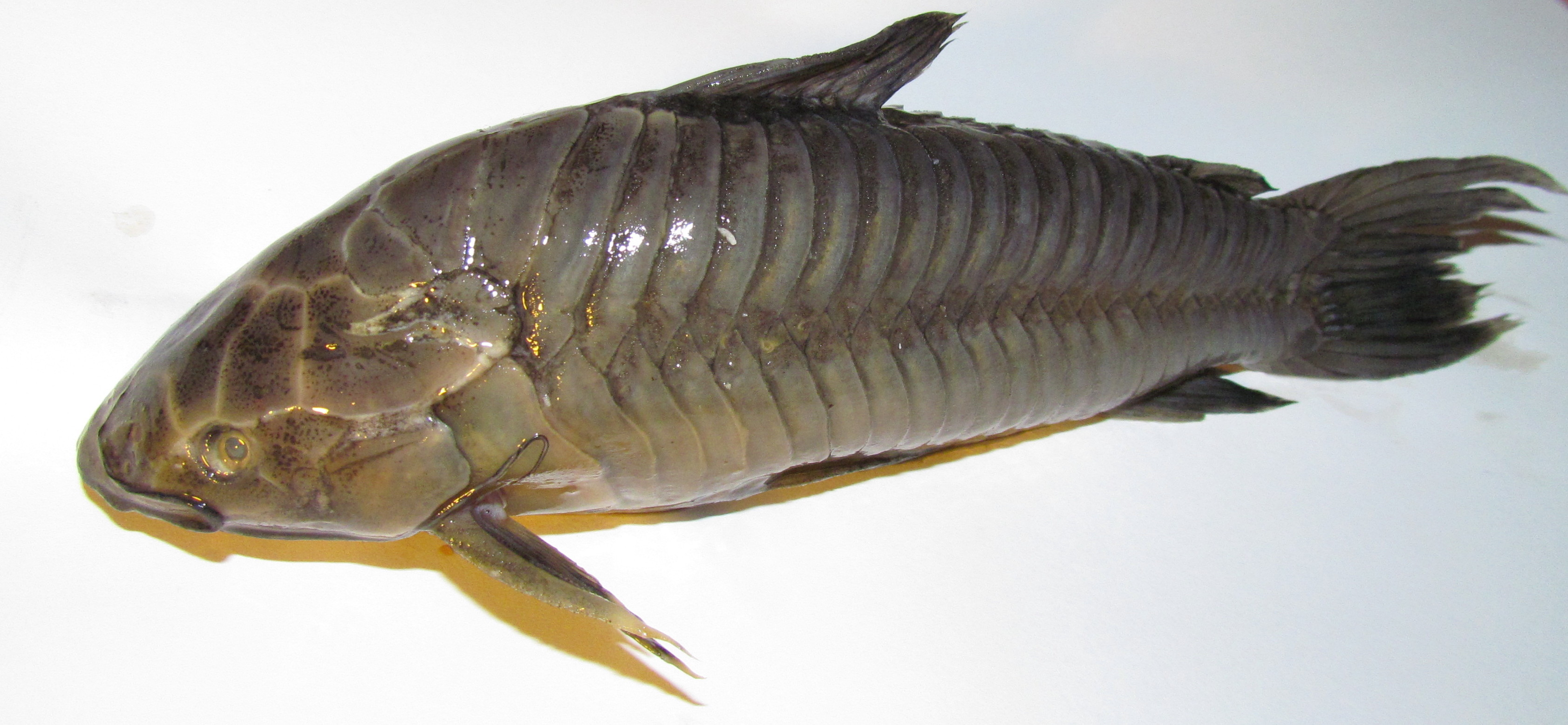
Hoplosternum littorale

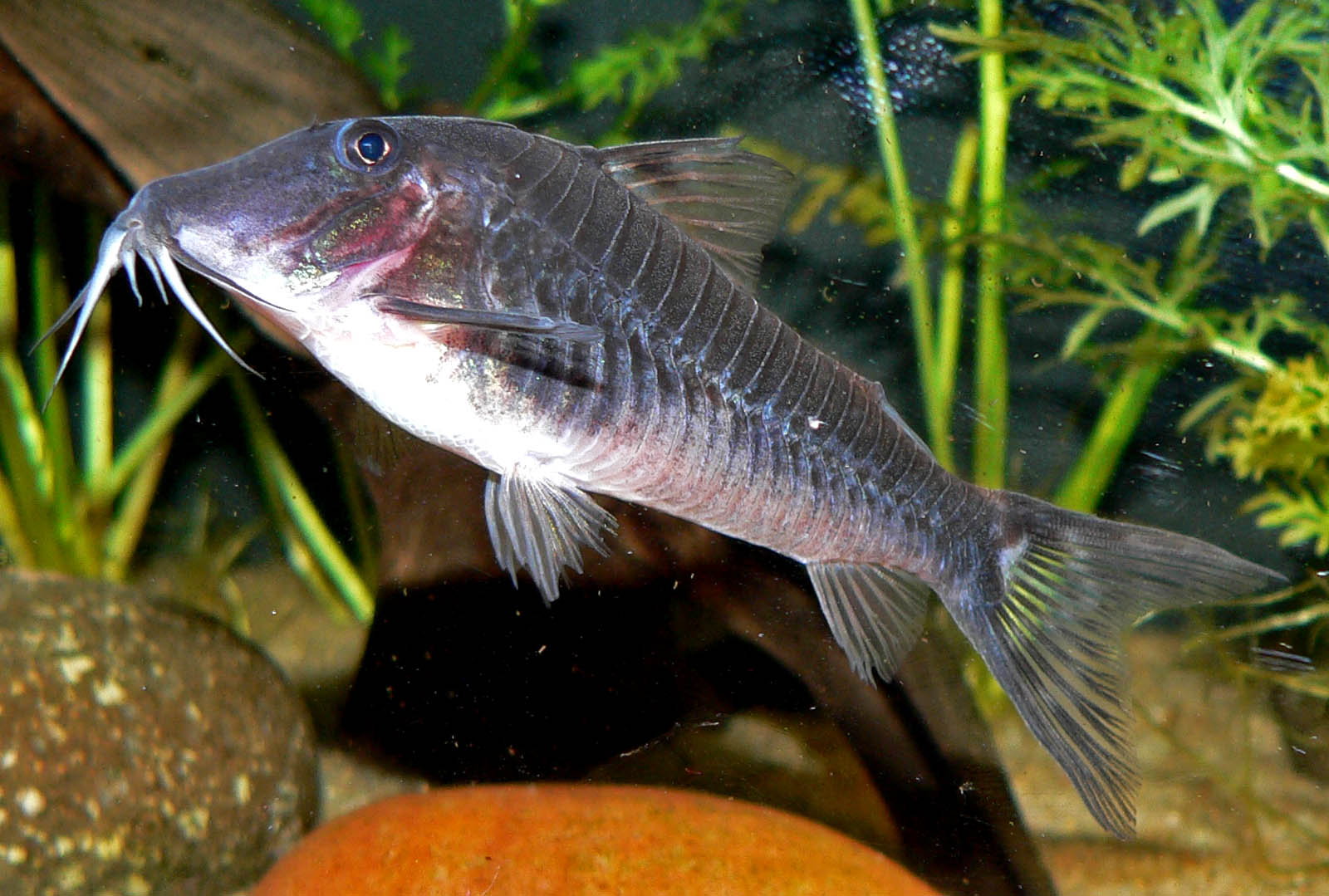
Corydoras semiaquilus

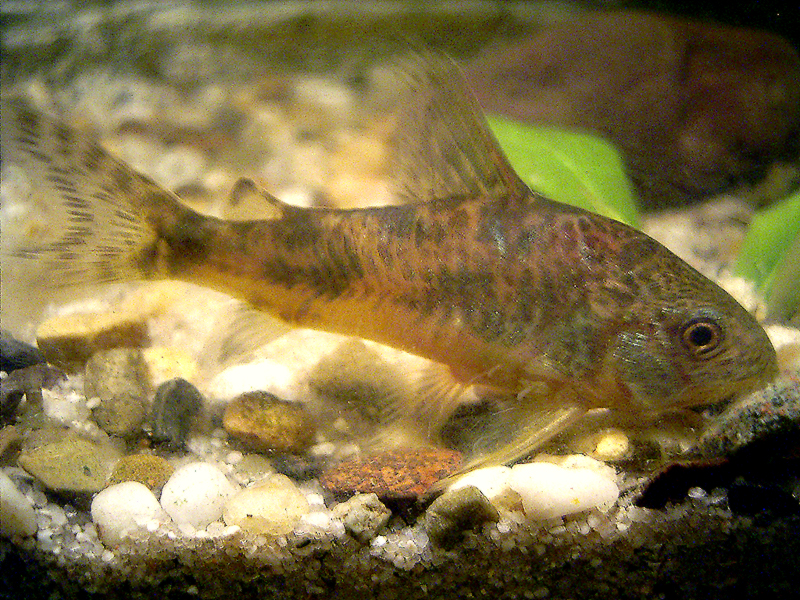
Крапчатый сомик (Corydoras paleatus)

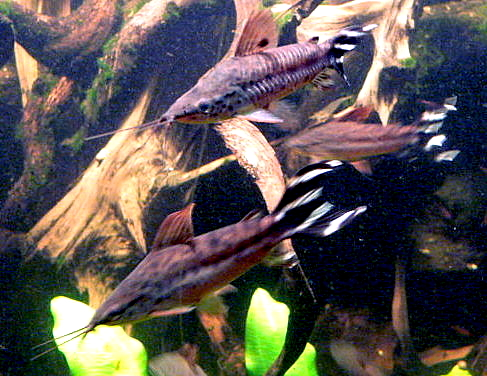
Dianema urostriatum

Панцирные сомы, или калли́хтовые, или панцирники, или панцирниковые сомы (лат. Callichthyidae) — семейство пресноводных лучепёрых рыб из отряда сомообразных. 

## Внешний вид и поведение
Панцирные сомики имеют небольшие размеры — от 2,5 до 25 см, тело треугольное, плоское снизу. Характерной особенностью рыб этого семейства является панцирь, образованный двумя параллельными рядами налегающих костных пластинок, расположенных по бокам тела. Спинной и грудной плавники имеют острые шипы, мощный шип есть и у передней границы жирового плавника, чем каллихтовые сомы отличаются от всех других сомов. Рот небольшой, нижний, на верхней челюсти находится 1—2 пары хорошо развитых и 1 пара обычно коротких усиков, как правило, есть также более короткие отростки на обоих челюстях. Носовые отверстия почти слиты воедино. В черепе каллихтов сохранилось пинеальное отверстие. Плавательный пузырь подразделен на два отдела и заключён в костную капсулу. Половой диморфизм выражен слабо, самки обычно несколько крупнее и полнее самцов, у которых более развиты плавники. 
В водах бедных кислородом каллихтовые сомики способны дышать атмосферным воздухом, поднимаясь периодически к поверхности и захватывая пузырьки воздуха ртом. Газообмен при этом осуществляется через васкуляризированные стенки задней кишки. Некоторые виды с помощью такого дыхания могут на небольшие расстояния передвигаться по земле. 
Нерестятся панцирные сомики во время сезона дождей, когда в водоемах поднимается уровень воды и она насыщается кислородом. Во время нереста самка набирает в рот молоки самца, а затем выпускает в корзиночку, образованную из сложенных брюшных плавников, несколько икринок. Икринки приклеиваются ко дну в облюбованном самкой месте, предварительно политом выпущенными изо рта молоками. У большинства каллихтовых сомов гнезда представляют собой ямки, иногда выложенные растениями и кусочками раковин. Эффективность оплодотворения достигает 100%, всего самка откладывает до 200 икринок.

## Ареал
Панцирные сомы распространены в пресных водоёмах Южной Америки, Панамы и острова Тринидад. Обитают в мелких водоемах, изобилующих гниющими веществами, где кислород содержится только в верхних слоях воды. 

## Содержание в аквариумах
Многие представители семейства являются популярными аквариумными рыбками. В общем случае нетребовательны к условиям содержания. Агрессивности по отношению к представителям своего или других видов, хищничества, территориальности не проявляют. Условия содержания: температура воды +18...+28 °C, pH = 6,0—7,5, жёсткость воды до 30 °dH, аэрация, фильтрация, подмена воды, солёность не более 0,1 %. Панцирные сомы питаются бентосом, в аквариуме они обычно держатся у дна. Каллихтовые сомики являются водными санитарами, так как они подбирают остатки корма, упавшие на дно аквариума, при этом взмучивают ил. 
Нерест вызывается симуляцией сезона дождей. Для изумрудного брохиса естественный нерест в аквариуме редкость, как правило размножение связано с гонадотропными инъекциями. Плодовитость 50—1500 икринок диаметром 1,5—2,0 мм. Инкубационный период при температуре воды +23...+27 °C длится 4—8 дней. Через 12—20 часов после выклева молодь начинает питаться. Кормят её микрокапсулированным комбикормом, морожеными коловратками, пылью, змейкой и т. п. Половозрелыми становятся в 6—20 месяцев. 
У Corydoras aeneus и Corydoras paleatus есть альбиносные формы. 

## Систематика
Семейство Callichthyidae состоит из 2 подсемейств с 9 родами и 198 видами: 
- Подсемейство Callichthyinae
  - Род Callichthys
  - Род Dianema
  - Род Hoplosternum
  - Род Lepthoplosternum
  - Род Megalechis
- Подсемейство Corydoradinae
  - Триба Aspidoradini
    - Род Aspidoras
    - Род Scleromystax

  - Триба Corydoradini
    - Род Brochis
    - Род Corydoras

## Некоторые представители
- Corydoras paleatus — Крапчатый сомик
- Hoplosternum thoracatum
- Callichthys callichthys
- Dianema longibarbis — Длинноусая дианема
- Dianema urostriata — Полосатохвостая дианема